# WPAN

Clasificación de las redes de datos por ámbito espacial

Personal Area Network (PAN), en español Red de Área Personal es un estándar de red para la comunicación entre distintos dispositivos (computadoras, puntos de acceso a internet, teléfonos celulares, PDA, dispositivos de audio, impresoras) cercanos al punto de acceso.
Estas redes  son de unos pocos metros y para uso personal. Cuando se desarrolla con redes inalámbricas, se denomina Wireless Personal Area Network (WPAN).

## Evolución
Las comunicaciones inalámbricas experimentaron un crecimiento muy importante dentro de la última década (GSM, IS-95, GPRS y EDGE, UMTS, y IMT-2000). Estas tecnologías permitieron una altísima transferencia de datos dentro de las soluciones de sistemas o redes inalámbricas. La ventaja de las comunicaciones inalámbricas es que con la terminal la persona se puede mover por toda el área de cobertura, lo que no ocurre con las redes de comunicaciones fijas; esto permitirá el desarrollo de diferentes soluciones PAN y cambiará el concepto de los espacios personales.Las bases del concepto de red para espacio personal provinieron de ideas que surgieron en el año 1995 en el Massachusetts Institute of Technology (MIT) provienen para usar en señales eléctricas o impulsos eléctricos provenientes del cuerpo humano, y así poder comunicar el mismo con dispositivos adjuntos. Esto fue aceptado en primera instancia por los laboratorios de IBM Research y luego tuvo muchas variaciones desarrolladas por las diferentes instituciones y compañías de investigación. Las diferentes soluciones de PAN incluyen lo siguiente:
- Proyecto Oxygen (MIT)
- Pico cerebro
- Infrared Data Association (IrDA)
- Bluetooth

El concepto de Bluetooth, originalmente desarrollado para reemplazar a los cables, a la fecha marzo de 2021 está siendo aceptado y/o implementado mundialmente, y algunas de estas ideas son incorporados en el estándar IEEE 802.15 relacionado con las PANs.

## Conceptos actuales
El espacio personal abarca toda el área que puede cubrir la voz. Puedes tener una capacidad en el rango de los 10 Terabps hasta los 10 terabps. Existen soluciones (ejemplo, Bluetooth) que operan en la frecuencia libre para instrumentación, ciencia y medicina de sus siglas en inglés (instrumental, scientific, and medical ISM) en su respectiva banda de frecuencia de 2.4 GHz. Los sistemas PAN podrán operar en las bandas libres de 5 GHz o quizás mayores a estas. PAN es un concepto de red dinámico que exigirá las soluciones técnicas apropiadas para esta arquitectura, protocolos, administración, y seguridad.
PAN representa el concepto de redes centradas en las personas, y que les permiten a dichas personas comunicarse con sus dispositivos personales (ejemplo, PDAs, tableros electrónicos de navegación, agendas electrónicas, computadoras portátiles) para así hacer posible establecer una conexión inalámbrica con el mundo externo.

## El paradigma PAN
Las redes para espacios personales continúan desarrollándose hacia la tecnología del Bluetooth hacia el concepto de redes dinámicas, el cual nos permite una fácil comunicación con los dispositivos que van adheridos a nuestro cuerpo o a nuestra indumentaria, ya sea que estemos en movimiento o no, dentro del área de cobertura de nuestra red. PAN prevé el acercamiento de un paradigma de redes, la cual atrae el interés a los investigadores, y las industrias que quieren aprender más acerca de las soluciones avanzadas para redes, tecnologías de radio, altas transferencias de bits, nuevos patrones para celulares, y un soporte de software más sofisticado.
El PAN debe proporcionar una conectividad usuario a usuario, comunicaciones seguras, y QoS que garanticen a los usuarios. El sistema tendrá que soportar diferentes aplicaciones y distintos escenarios de operación, y así poder abarcar una gran variedad de dispositivos.

## Posibles equipos o dispositivos
Las diferentes demandas del servicio y los panoramas de uso hacen que PAN acumule distintos acercamientos hacia las funciones y capacidades que pueda tener. Algunos dispositivos, como un simple sensor personal, pueden ser muy baratos, y tener a su vez funciones limitadas. Otros pueden incorporar funciones avanzadas, tanto computacionales como de red, lo cual los harán más costosos. Deben preverse los siguientes puntos como importantes para su fácil escalabilidad:
- Funcionalidad y Complejidad
- Precio
- Consumo de energía
- Tarifas para los datos
- Garantía
- Soporte para las interfaces

Los dispositivos más capaces pueden incorporar funciones multimodo que permiten el acceso a múltiples redes.
Algunos de estos dispositivos pueden estar adheridos o usados como vestimenta para la persona (ejemplo, sensores); otros podrían ser fijos o establecidos temporalmente con el espacio personal (ejemplo, sensores, impresoras, y PDAs)
La distancia a la que funciona es 10 metros mínimo

## Conclusiones y trabajos futuros
PAN introduce un concepto de espacio personal dentro del mundo de las telecomunicaciones. Esto se convertirá en extensiones de redes, dentro del mundo personal, lo cual supone una gran variedad de nuevas características para resolver las demandas de los servicios de redes. Los usuarios rodeados por sus espacios personales pueden moverse en su espacio y ejecutar aplicaciones en las diferentes redes. Varias tecnologías están listas para nuevas soluciones e ideas, e incluso cosas inimaginables en el momento. B-PAN puede ser uno de ellos.
6